# Abbaye de Torre
L'abbaye de Torre est un monument historique et une galerie d'art situé à Torquay, dans le Devon, en Angleterre du Sud-Ouest. Monastère prémontré construit en 1196, il s'agit du monastère médiéval le mieux préservé dans le Devon et les Cornouailles. En plus de ses chambres médiévales et d'autres de style géorgien, l'abbaye de Torre est connue pour ses jardins formels, pour abriter la troisième plus grande collection d'art du comté de Devon et pour accueillir régulièrement des expositions d'artistes contemporains. Elle abritait également une collection de manuscrits originaux d'Agatha Christie, exposant son fauteuil ainsi que sa machine à écrire Remington.

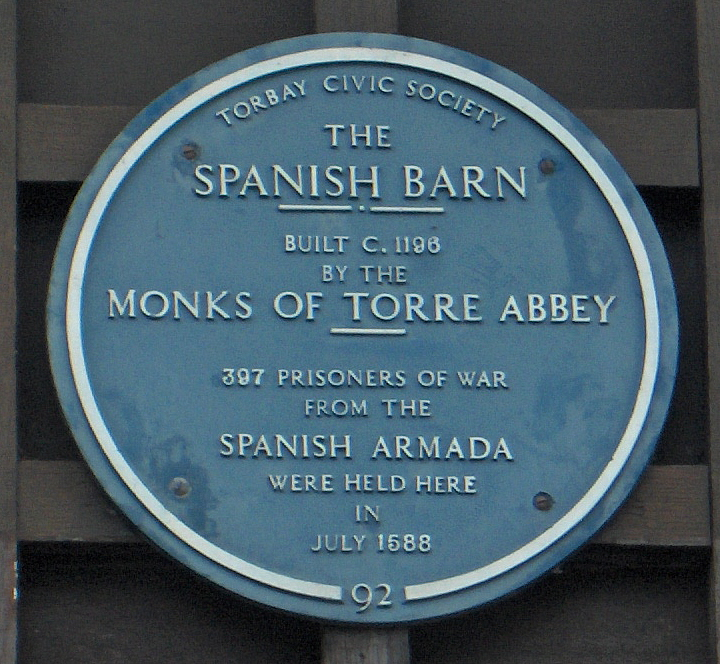
Plaque commémorative sur la « grange espagnole » (Spanish Barn), rappelant que 397 prisonniers espagnols de l'Invincible Armada y ont été captifs.

## Lieu de tournage

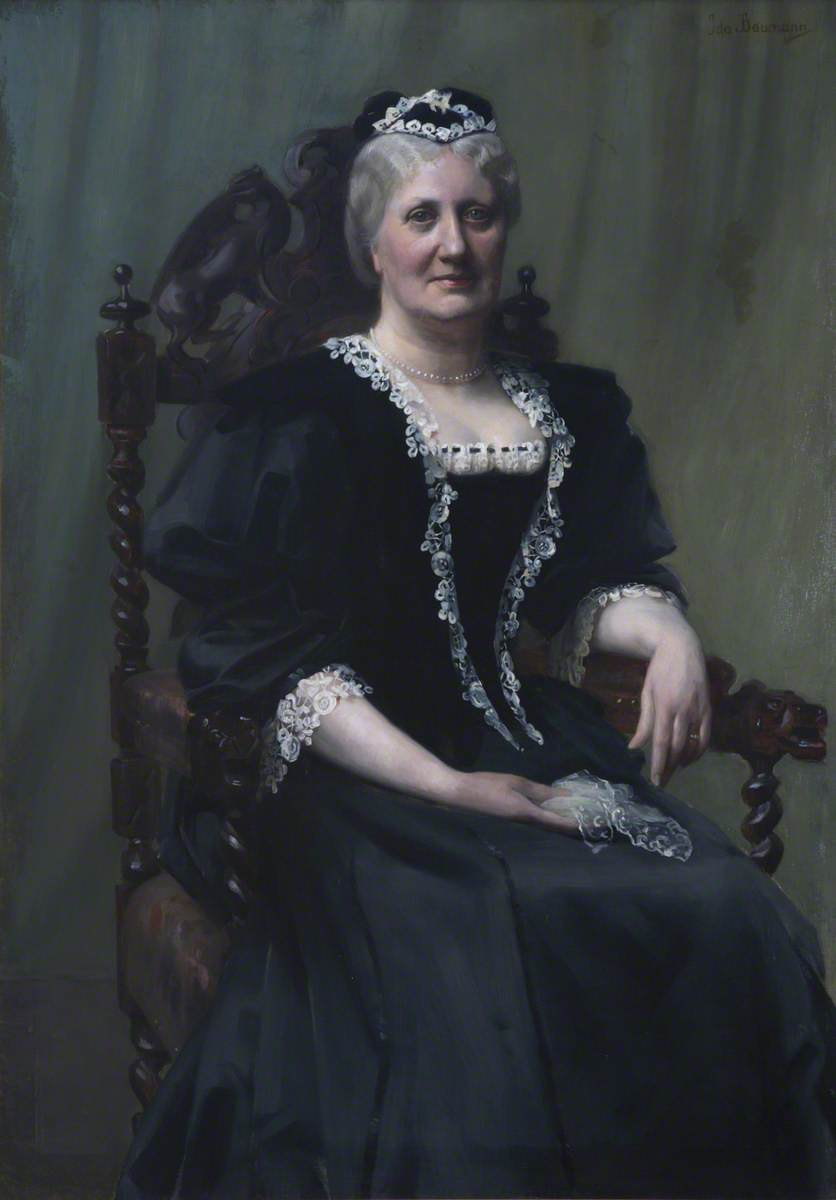
Portrait d'une dame (vers 1891), Ida Baumann.

En 2016, une équipe de l'émission Secrets d'Histoire a tourné plusieurs séquences à l'abbaye dans le cadre d'un numéro consacré à Agatha Christie, intitulé Agatha Christie : l'étrange reine du crime, diffusé le 2 novembre 2017 sur France 2.

## Sources et biographies
- (en) Cet article est partiellement ou en totalité issu de l’article de Wikipédia en anglais intitulé « Torre Abbey » (voir la liste des auteurs).
- (en) A. C. Ellis, An Historical Survey of Torquay, Torquay, 1930
- (en) Deryck Seymour, Torre Abbey. An Account of its History, Buildings, Cartularies and Lands, Exeter, privately printed, 1977
- (en) Deryck Seymour (éd.), The Exchequer Cartulary of Torre Abbey, Friends of Torre Abbey, Torquay, Friends of Torre Abbey, 2000
- (en) Michael Rhodes et L. Retallick, Torre Abbey. A Souvenir Guide, Friends of Torre Abbey, Torbay Council, 2000 (www.torbay.gov.uk|fichier PDF; 4,9 MB])